# Liste der Mitglieder des Provinziallandtags der Rheinprovinz (2. Sitzungsperiode)
Diese Liste nennt die Mitglieder des 2. Provinziallandtages der Rheinprovinz 1828.

## Hintergrund
Der Provinziallandtag der Rheinprovinz bestand aus 75 Mitglieder, die sich in vier Kurien aufteilten. Die erste Kurie bestand aus vier Standesherren, die über Virilstimmen verfügten. Die Standesherren konnten sich vertreten lassen. Die zweite Kurie bestand aus den Vertretern der Ritterschaft, diese wurden in zwei Wahlkreisen (Regierungsbezirke Koblenz/Trier/Köln und Regierungsbezirke Aachen/Düsseldorf) gewählt. Die dritte Kurie bildeten die Vertreter der Städte. Diese wurden in indirekter Wahl bestimmt. Die vierte Kurie bildeten die Landgemeinden. Diese wählten die Vertreter in doppelt indirekter Wahl: Die Urwähler wählten Wahlmänner, diese dann Bezirkswähler. Wahlkreise waren die Landkreise. Für die Abgeordneten wurden jeweils auch Stellvertreter gewählt.

## Liste der Abgeordneten
| Kurie                                | Wahlkreis | Abgeordneter                                   | Stellvertreter                            | Anmerkung |
| ------------------------------------ | --- | ---------------------------------------------- | ----------------------------------------- | --- |
| Stand der Fürsten, Grafen und Herren | | Fürst Ferdinand zu Solms-Braunfels             | Graf Reinhard zu Solms-Laubach            | |
| Stand der Fürsten, Grafen und Herren | | Fürst Ludwig zu Solms-Hohensolms-Lich          | ???                                       | minderjährig |
| Stand der Fürsten, Grafen und Herren | | Fürst Johann August Karl zu Wied               |                                           | |
| Stand der Fürsten, Grafen und Herren | | Edmund Graf von Hatzfeld-Wildenburg            |                                           | |
| Stand der Fürsten, Grafen und Herren | | Fürst Joseph zu Salm-Reifferscheidt-Dyck       | Dyk bei Neuss                             | |
| Ritterschaft                         | Koblenz/Trier/Köln | Graf Edmund von Kesselstadt                    | Freiherr Hugo Zandt von Merl              | Zandt von Merl nahm als Stellvertreter am Landtag teil |
| Ritterschaft                         | Koblenz/Trier/Köln | Graf Clemens von Renesse-Breidbach             | Graf Clemens von Boos-Waldeck             | |
| Ritterschaft                         | Koblenz/Trier/Köln | Freiherr Ludwig von Bourscheidt                | Bernhard Franz Joseph von Gerolt          | |
| Ritterschaft                         | Koblenz/Trier/Köln | Graf Eduard Berghe gen. von Trips              | Jacob Lyversberg                          | Lyversberg nahm als Stellvertreter am Landtag teil |
| Ritterschaft                         | Koblenz/Trier/Köln | Freiherr Ferdinand von Bongardt                | Graf Franz Ludwig Beissel von Gymnich     | |
| Ritterschaft                         | Koblenz/Trier/Köln | Freiherr Ludwig Spieß von Büllesheim           | Freiherr Friedrich von Wenghe             | |
| Ritterschaft                         | Koblenz/Trier/Köln | Freiherr Georg von Rolshausen                  | Victor Bürgers                            | |
| Ritterschaft                         | Koblenz/Trier/Köln | Freiherr Gisbert von Bodelschwingh-Plettenberg | Freiherr Cornelius von Geyr-Schweppenburg | |
| Ritterschaft                         | Koblenz/Trier/Köln | Graf Franz von Nesselrode-Ehreshoven           | Freiherr Max von Weichs-Glan              | |
| Ritterschaft                         | Koblenz/Trier/Köln | Graf Wilhelm von Hompesch-Bollheim             | Philipp von Lavalette-St. George          | |
| Ritterschaft                         | Koblenz/Trier/Köln | Freiherr Johann Wilhelm von Mirbach            | Everhard von Groote                       | |
| Ritterschaft                         | Koblenz/Trier/Köln | Graf Max von Wolff-Metternich                  | Freiherr Carl von Mylius                  | |
| Ritterschaft                         | Aachen/Düsseldorf | Freiherr Alexander von Wylich                  | Freiherr Georg von Hauer                  | Hauer nahm als Stellvertreter am Landtag teil |
| Ritterschaft                         | Aachen/Düsseldorf | Graf Franz von Spee                            | Freiherr Alexander von Sonsfeld           | |
| Ritterschaft                         | Aachen/Düsseldorf | Franz Jacob von Herwegh                        | Conrad Isaac von der Leyen                | |
| Ritterschaft                         | Aachen/Düsseldorf | Graf Heinrich Edmund von Schaesberg            | Freiherr Heinrich von der Rhoer           | |
| Ritterschaft                         | Aachen/Düsseldorf | Georg von der Bussche-Ippenburg                | Freiherr Carl von Dalwigkh                | |
| Ritterschaft                         | Aachen/Düsseldorf | Maximilian von Vittinghoff gen. Schell         | Graf Carl Ludwig von Varo                 | |
| Ritterschaft                         | Aachen/Düsseldorf | Graf Maximilian Friedrich von Westerholt       | Graf Johann Ludwig von Hompesch-Rurich    | |
| Ritterschaft                         | Aachen/Düsseldorf | Michael Hermann von Sieger                     | Ludwig von Hymmen                         | von Hymmen nahm als Stellvertreter am Landtag teil |
| Ritterschaft                         | Aachen/Düsseldorf | Freiherr Karl Friedrich von Loë                | Friedrich Anton von Bertrap               | |
| Ritterschaft                         | Aachen/Düsseldorf | Freiherr Emmerich Joseph von Raitz von Frentz  | Freiherr Lorenz von Bourscheid            | |
| Ritterschaft                         | Aachen/Düsseldorf | Wilhelm von Haeften                            | Graf Mathias von Halberg                  | |
| Ritterschaft                         | Aachen/Düsseldorf | Freiherr Carl von Wevelinghofen                | Freiherr Carl von Goltstein               | |
| Ritterschaft                         | Aachen/Düsseldorf | Johann Georg Heinrich von Ammon                | Anton Baaden                              | |
| Städte                               | Düsseldorf | Philipp Schöller                               |                                           | |
| Städte                               | Barmen | Johann Schuchard                               |                                           | |
| Städte                               | Elberfeld | Johann Heinrich Kamp                           |                                           | |
| Städte                               | Krefeld | Peter von Loewenich                            |                                           | |
| Städte                               | Ratingen, Kaiserswerth, Angermund mit Gerresheim, Mettmann, Langenberg mit Hardenberg, Wülfrath, Velbert, Kronenberg, Steele, Hilden   | Wilhelm Coelsmann                              |                                           | |
| Städte                               | Duisburg, Mülheim an der Ruhr, Essen, Kettwig, Werden, Ruhrort, Dinslaken, Emmerich, Rees, Isselburg                                   | Friedrich Vogit                                |                                           | |
| Städte                               | Kleve, Wesel, Goch, Gelder, Rheinberg, Moers, Orsoy, Xanten                                                                            | Wilhelm Anton von der Bosch                    |                                           | |
| Städte                               | Neuss, Grevenbroich, Wevelinghoven, Gladbach, Viersen, Dahlen, Odenkirche, Rheydt, Uerdingen, Kempen, Süchtelen, Dülken, Kaldenkirchen | Johann Peter Bölling                           |                                           | |
| Städte                               | Lennep, Ronsdorf, Lüttringhausen, Radevormwald, Burg, Hückeswagen, Wermelskirchen                                                      | Wilhelm Arnold Johanny                         |                                           | |
| Städte                               | Solingen, Remscheid, Dorp, Gräfrath, Wald, Höhscheid mit Merscheid, Burscheid mit Leichlingen, Opladen mit Neukirchen, Hitdorf         | Peter Daniel Kyllmann                          | Peter Weyersberg                          | Weyersberg nahm als Stellvertreter am Landtag teil |
| Städte                               | Köln | Bernhard Boisseré                              | Peter Heinrich Merkens                    | Merkens nahm als Stellvertreter teil |
| Städte                               | Köln | Georg Heinrich Koch                            |                                           | |
| Städte                               | Bonn, Münstereifel, Euskirchen, Zülpich, Rheinberg                                                                                     | Martin Windeck                                 |                                           | |
| Städte                               | Deutz, Mülheim am Rhein, Gladbach, Gummersbach, Wipperfürth, Siegburg, Königswinter, Neustadt                                          | Franz Wilhelm Neuhöfer                         |                                           | |
| Städte                               | Aachen | Dr. Johann Peter Josef Monheim                 | Leonard Startz                            | Startz nahm als Stellvertreter am Landtag teil |
| Städte                               | Jülich, Eschweiler, Heinsberg, Erkelenz, Geilenkirchen mit Hünshoven, Linnich                                                          | Johann Dietrich Königs                         | Johannes Lüps                             | Lüps nahm als Stellvertreter am Landtag teil |
| Städte                               | Düren, Gemünd, Stolberg, Burtscheid | Heinrich Flügel                                | Gerhard Hunzinger                         | Hunzinger nahm als Stellvertreter am Landtag teil |
| Städte                               | Monschau, Eupen, Malmédy, St. Vith | Louis Doutrelepont                             |                                           | |
| Städte                               | Koblenz | Joseph Haan                                    | Jacob Reiff                               | |
| Städte                               | Kreuznach, Kirn, Sobernheim, St. Goar, Boppard, Oberwinter, Bacharach, Stromberg                                                       | Casimir Weinkauf                               |                                           | |
| Städte                               | Stromberg, Trarbach, Zell, Cochem, Mayen, Andernach, Ahrweiler, Sinzig, Remagen, Simmern                                               | Johann Joseph Hein                             | Jakob Raucamp                             | Raucamp nahm als Stellvertreter am Landtag teil |
| Städte                               | Ehrenbreitstein, Vallendar, Bendorf, Neuwied, Linz, Wetzlar, Braunfels                                                                 | Daniel Schmidt                                 |                                           | |
| Städte                               | Trier | Wilhelm von Haw                                |                                           | |
| Städte                               | Saarlouis, Saarbrücken, St. Johann, Ottweiler, St, Wendel, Baumholder                                                                  | Georg Schmidtborn                              |                                           | |
| Städte                               | Merzig, Prüm, Bitburg, Wittlich, Bernkastel, Saarburg, Neuerburg                                                                       | Wilhelm Cattrein                               |                                           | |
| Landgemeinden                        | Regierungsbezirk Düsseldorf | Friedrich Bracht                               | Johann Anton Saedt                        | |
| Landgemeinden                        | Regierungsbezirk Düsseldorf | Joseph Anton von der Straeten                  | Friedrich Benninghoven                    | |
| Landgemeinden                        | Regierungsbezirk Düsseldorf | Wilhelm Ross                                   | Franz Joseph Kaulen                       | Kaulen nahm als Stellvertreter am Landtag teil |
| Landgemeinden                        | Regierungsbezirk Düsseldorf | Gisbert Lensing                                | Johann Wilhelm Lindgens                   | |
| Landgemeinden                        | Regierungsbezirk Düsseldorf | Theodor Holtz                                  | Joseph Tenhoff                            | |
| Landgemeinden                        | Regierungsbezirk Düsseldorf | Carl von Reichmeister                          | Winand Kayser                             | Kayser nahm als Stellvertreter am Landtag teil |
| Landgemeinden                        | Regierungsbezirk Köln | Carl Brünninghausen                            | Aloys Boecker                             | |
| Landgemeinden                        | Regierungsbezirk Köln | Alexander Court                                | Clemens Fingerhuth                        | |
| Landgemeinden                        | Regierungsbezirk Köln | Jacob Daniel von Weise                         | Andreas Borlatti                          | |
| Landgemeinden                        | Regierungsbezirk Köln | Johann Georg Rolshoven                         | Reiner Oppen                              | |
| Landgemeinden                        | Regierungsbezirk Aachen | Tilmann Emundts                                | Franz Wilhelm Keutmann                    | |
| Landgemeinden                        | Regierungsbezirk Aachen | Carl Corneli                                   | Christoph Palland                         | |
| Landgemeinden                        | Regierungsbezirk Aachen | Wilhelm Steffens                               | Peter Joseph Brühls                       | wegen des Wegfalls der Wählbarkeit von Steffens/Brühls kam es zu einer Ergänzungswahl und Ferdinand Jansen wurde gewählt und nahm am Landtag teil. Als Stellvertreter wurde Gottfried Hofstadt gewählt |
| Landgemeinden                        | Regierungsbezirk Aachen | Johann Joseph Mattonet                         | Joseph Gillard                            | |
| Landgemeinden                        | Regierungsbezirk Koblenz | Joseph Schüller                                | Johannes Müller                           | Müller nahm als Stellvertreter am Landtag teil |
| Landgemeinden                        | Regierungsbezirk Koblenz | Christian Ludwig Schmidt                       | Christian Remmy                           | |
| Landgemeinden                        | Regierungsbezirk Koblenz | Ernst Ludwig Emmelius                          | Johann Wirtz                              | |
| Landgemeinden                        | Regierungsbezirk Koblenz | Joseph Gerhard Potthoff                        | Jacob Förster                             | |
| Landgemeinden                        | Regierungsbezirk Koblenz | Johann Friedrich von Runkel                    | Engelbert Nicol                           | |
| Landgemeinden                        | Regierungsbezirk Koblenz | Anton von Brewer                               | Joseph Nonn                               | |
| Landgemeinden                        | Regierungsbezirk Trier | Heinrich Wahlster                              | Joseph Zündorf                            | Zündorf nahm als Stellvertreter am Landtag teil |
| Landgemeinden                        | Regierungsbezirk Trier | Franz Anton Kayser                             | Nicolaus Recking                          | |
| Landgemeinden                        | Regierungsbezirk Trier | Theodor Peuchen                                | Joseph Nonn                               | Nonn nahm als Stellvertreter am Landtag teil |
| Landgemeinden                        | Regierungsbezirk Trier | Nicolaus Villeroy                              | Nicolaus Recking                          | Recking nahm als Stellvertreter am Landtag teil |
| Landgemeinden                        | Regierungsbezirk Trier | Carl Ellinckhuysen                             | Christoph Gottbill                        | |